# Pouzac

Pouzac este o comună în departamentul Hautes-Pyrénées din sudul Franței. În 2009 avea o populație de 1.101 de locuitori.

## Evoluția populației
| An        | 1975  | 1982  | 1990  | 1999  | 2006  | 2009  |
| --------- | ----- | ----- | ----- | ----- | ----- | ----- |
| Populație | 1.006 | 1.031 | 1.000 | 1.064 | 1.111 | 1.101 |